# Metropolregion Miami
Die Metropolregion Miami (engl.: Miami metropolitan area) ist eine Metropolregion, die die Countys Miami-Dade, Broward und Palm Beach erfasst. Das Office of Management and Budget bezeichnet die Region zu statistischen Zwecken als Miami–Fort Lauderdale–West Palm Beach, FL Metropolitan Statistical Area (MSA). Das Ballungsgebiet wurde vormals auch South Florida Metropolitan area genannt. Gemäß dem United States Census 2020 lebten dort zum Zeitpunkt der Zählung 6.138.333 Einwohner. Damit ist die Region die bevölkerungsreichste MSA Floridas und der Südoststaaten der USA sowie die achtgrößte des Gesamtstaats.

## Geographie

Satellitenbild der Metropolregion Miami

### Unterteilung der MSA
Die MSA wird durch die Grenzen der Countys in drei Teile aufgeteilt.
|                                                  | Volkszählung 2010 | Volkszählung 2000 |
| ------------------------------------------------ | ----------------- | ----------------- |
| Miami: Miami Beach – Kendall                     | 2.496.435         | 2.253.362         |
| Fort Lauderdale: Pompano Beach – Deerfield Beach | 1.748.066         | 1.623.018         |
| Palm Beach: Boca Raton – Boynton Beach           | 1.320.134         | 1.131.184         |
| Miami MSA                                        | 5.564.635         | 5.007.564         |

### Wichtigste Städte
| Großstädte der Metropolregion |               |            |
| Stadt                         | Einwohnerzahl | County     |
| Miami                         | 408.568       | Miami-Dade |
| Hialeah                       | 224.669       | Miami-Dade |
| Fort Lauderdale               | 165.521       | Broward    |
| Pembroke Pines                | 154.750       | Broward    |
| Hollywood                     | 140.768       | Broward    |
| Miramar                       | 122.041       | Broward    |
| Coral Springs                 | 121.096       | Broward    |
| Miami Gardens                 | 107.167       | Miami-Dade |

Das Census Bureau definiert sogenannte principal cities nach ihrer Einwohnerzahl und Beschäftigung. Im Allgemeinen pendeln in eine principal city zur Arbeit mehr Menschen hinein als hinaus. Im Dezember 2009 wurden vom Census Bureau folgende Städte als principal cities geführt:
- Miami-Dade: Homestead, Kendall, Miami, Miami Beach
- Broward: Deerfield Beach, Fort Lauderdale, Hollywood, Pompano Beach
- Palm Beach: Boca Raton, Boynton Beach, Delray Beach, West Palm Beach

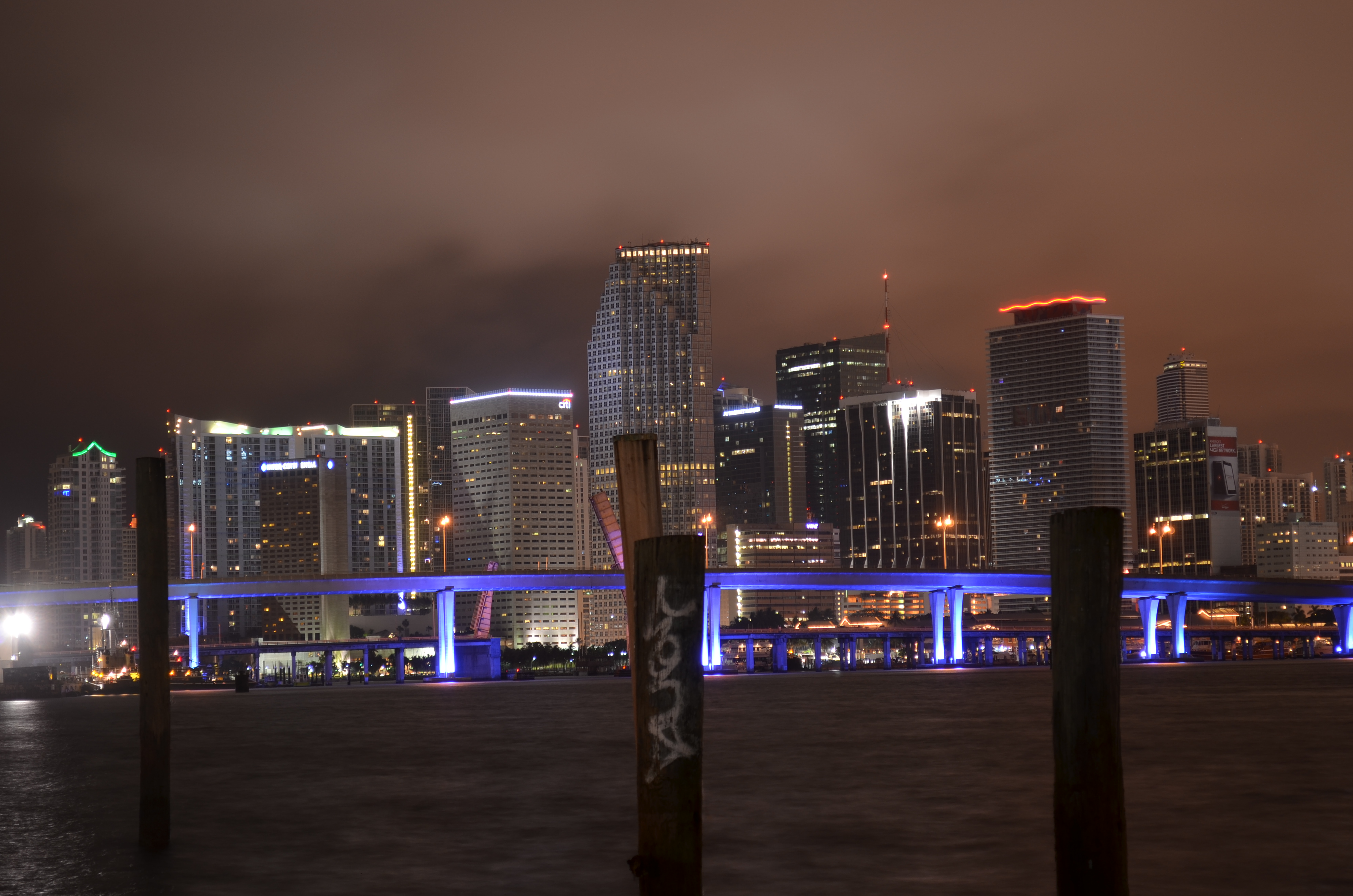
Miami
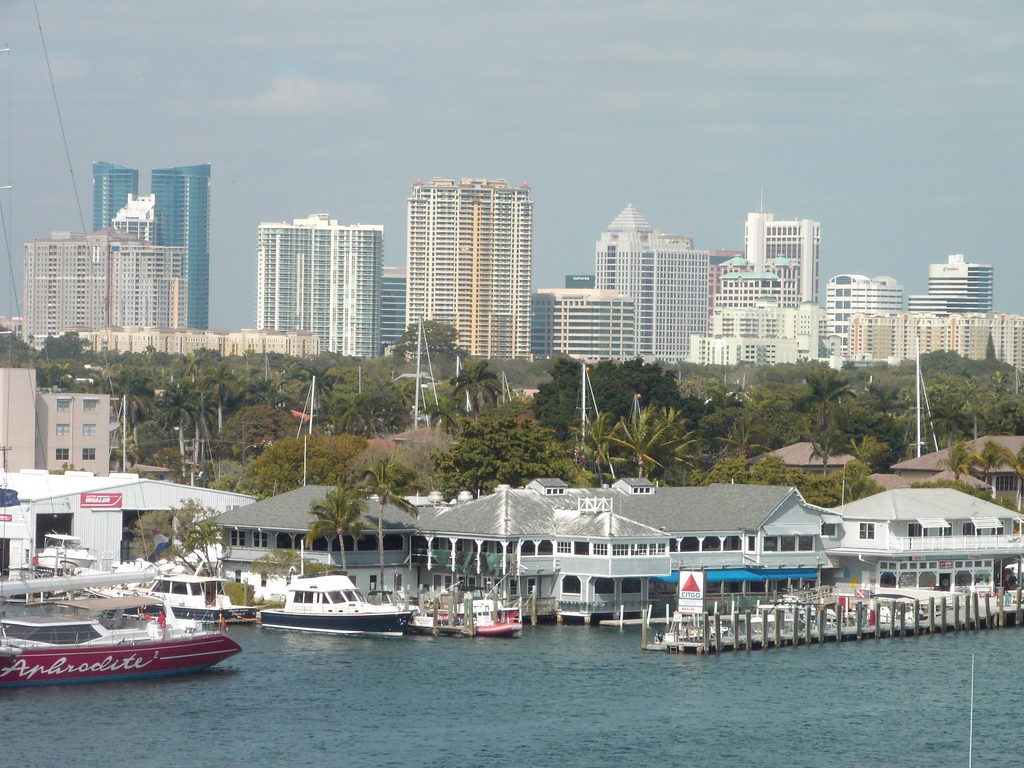
Fort Lauderdale
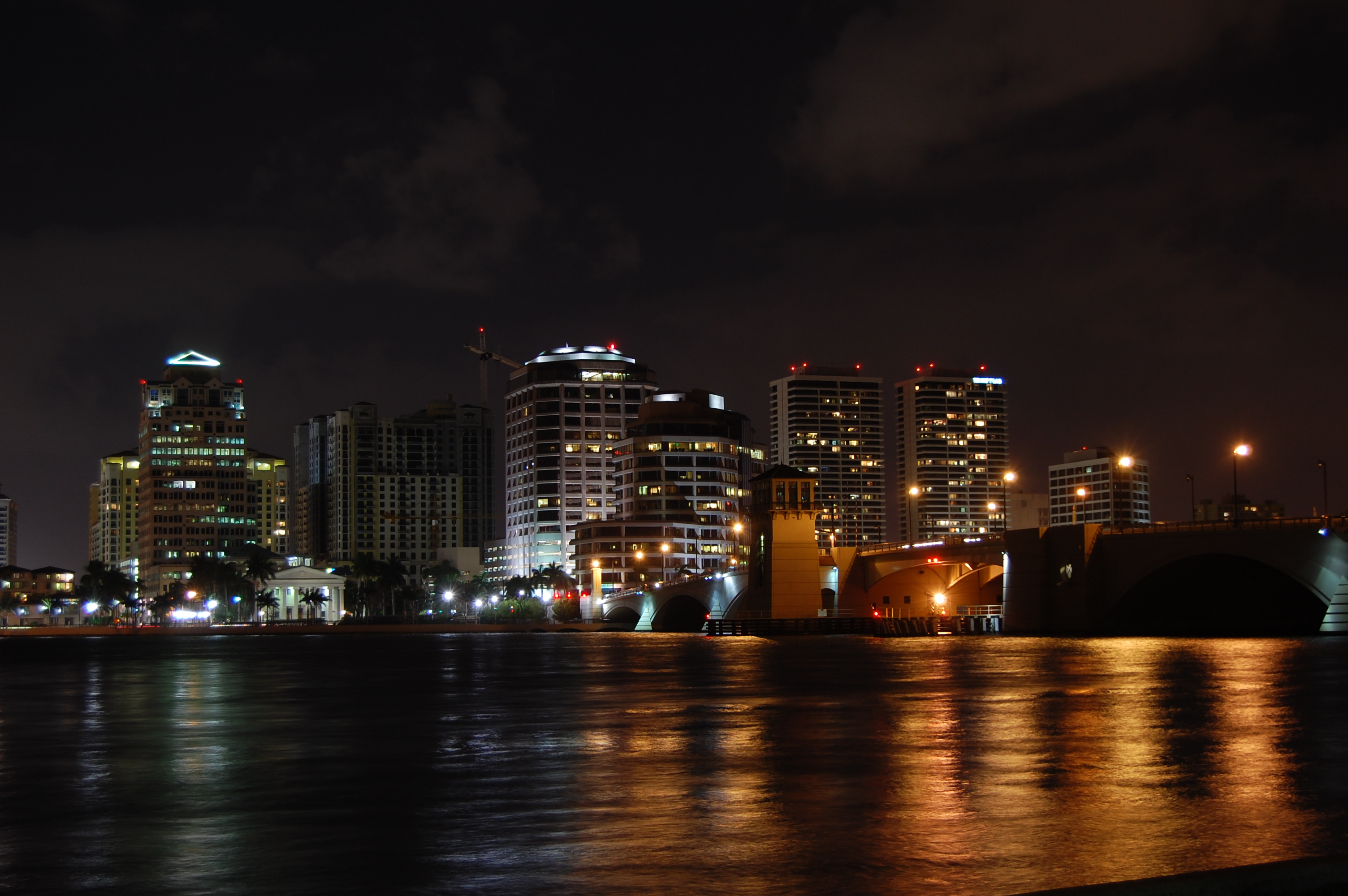
West Palm Beach

## Bevölkerung

### Demografie
| Volkszählung | Einwohnerzahl |
| ------------ | ------------- |
| 1900         | 0.004.955     |
| 1910         | 0.017.510     |
| 1920         | 0.066.542     |
| 1930         | 0.214.830     |
| 1940         | 0.387.522     |
| 1950         | 0.693.705     |
| 1960         | 1.497.099     |
| 1970         | 2.236.645     |
| 1980         | 3.220.844     |
| 1990         | 4.056.100     |
| 2000         | 5.007.564     |
| 2010         | 5.564.635     |
| 2020         | 6.138.333     |

Im südlichen Florida leben vielfältige Bevölkerungsgruppen mit einem hohen Anteil an nichtgebürtigen Amerikanern. Hiervon machen ein Großteil aufgrund der angrenzenden Karibik Menschen aus Lateinamerika aus. Des Weiteren haben hier viele Amerikaner aus nördlicher gelegenen Bundesstaaten ihren Erst- oder Zweitwohnsitz; vor allem viele Pensionäre lassen sich aufgrund des warmen Klimas in der Gegend nieder.
Neben den vorherrschenden christlichen Glaubenskonfessionen existiert mit 10,2 % ein hoher Anteil an jüdischer Bevölkerung in der Region. Außerdem leben hier etwa 70.000 zum islamischen Glauben konvertierte Amerikaner.
Im Jahre 2010 waren etwa 52 % der 5.564.635 Einwohner der Region weiblich (rund 2,8 Mio.) und 48 % männlich (rund 2,6 Mio.). Das mittlere Alter betrug 38,6 Jahre. Ein Anteil von 24 % der Bevölkerung war jünger als 18 Jahre und 15 % mindestens 65 Jahre alt. Insgesamt waren 2.097.626 Haushalte und 1.378.108 Familien in der Metropolregion registriert.
Ethnische Gruppen:
- Weiße: 70,3 % [3.914.239]
- Afroamerikaner (viele aus der Karibik stammend): 21 % [1.075.174]
- Ureinwohner: 0,3 % [16.108]
- Asian Americans: 2,3 % [125.564]
- Pacific Islander: 0,0 % [2,356]
- Andere Ethnien: 3,5 % [197.183]
- Multiracial Americans: 2,5 % [140.000]

Hispanics und Latinos machen insgesamt 41,6 % [2.312.929] der Bevölkerung aus.

### Herkunft und Sprachen

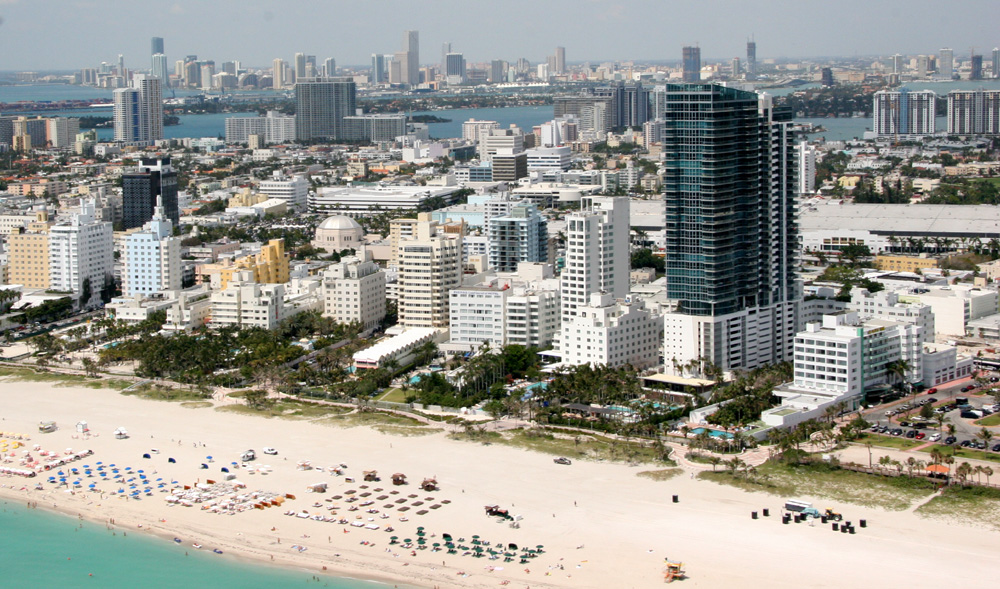
Miami Beach

Rund 30 % der derzeitigen Bevölkerung der Metropolregion sind gebürtige Einwohner Floridas, was zusammen mit einem Anteil von weiteren 33 % aus anderen Gebieten der Vereinigten Staaten insgesamt 63 % gebürtige US-Amerikaner ergibt. Ergo wurden etwa 37 % der Bevölkerung im Ausland geboren. Von den im Jahre 2005 seit mindestens ihrem fünften Lebensjahr dort wohnenden Menschen sprechen 52 % Englisch, 48 % entfallen auf andere Sprachen. Von den Fremdsprachlern wiederum sprechen 78 % Spanisch und die restlichen 22 % hauptsächlich Haitianisch, aber auch Sprachen wie Französisch, Deutsch, Hebräisch, Italienisch, Brasilianisch, Russisch oder Jiddisch. 47 % der Bevölkerung gab an, sie könne nicht sehr gut („very well“) Englisch sprechen.
Im Jahre 2005 lebten 83 % der Bevölkerung seit mindestens einem Jahr an ihrem damaligen Wohnort. 12 % zogen innerhalb des Countys um und weitere 2 % sind aus einem anderen County Floridas hergezogen. Wiederum 2 % wanderten aus einem anderen Bundesstaat und 1 % aus dem Ausland ein.
Die insgesamt 2.338.450 Haushalte bestanden 2005 aus durchschnittlich 2,6 Menschen je Haushalt. Davon machten 65 % der Haushalte Familien aus, die zu je 45 % aus Familien mit verheirateten Paaren und 20 % aus sonstigen Familien bestanden. Die meisten der 35 % restlichen Haushalte wurden von Einzelpersonen geführt.

### Schulbildung
Im Jahre 2005 hatten von der Bevölkerung, die mindestens 25 Jahre alt war, 30 % einen Bachelor-Abschluss und insgesamt 83 % einen Highschool-Abschluss. Etwa 7 % der 16 bis 19 Jahre alten Bevölkerung waren Schulabbrecher. In dem Jahr gab es insgesamt 1,4 Millionen Schulanmeldungen. Davon entsprangen 170.000 auf den Kindergarten bzw. die Vorschule, 879.000 auf die Grundschule (Primary School oder Elementary School) und die Highschool sowie 354.000 auf das College bzw. die Hochschule.

## Bildung

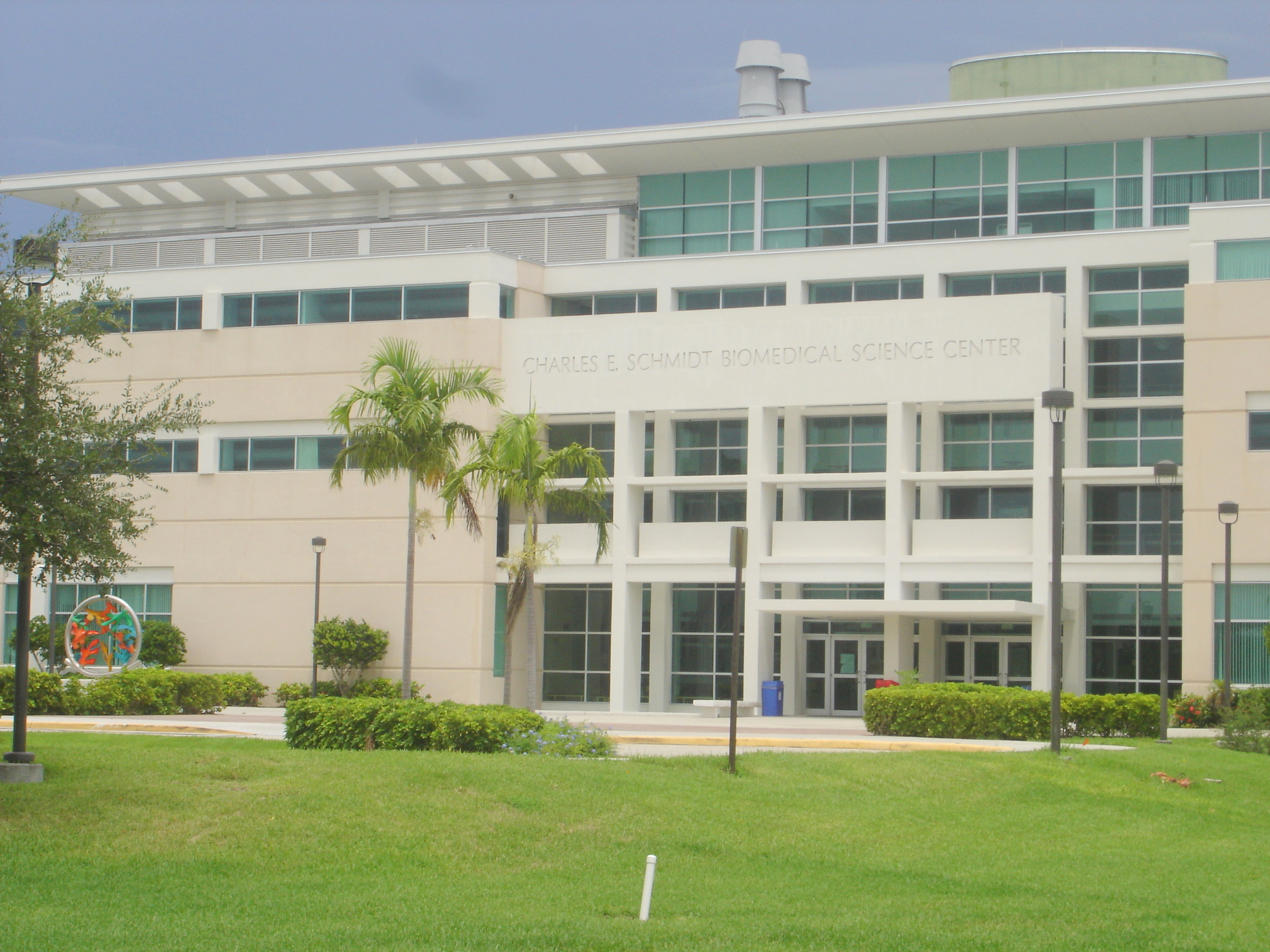
Florida Atlantic University

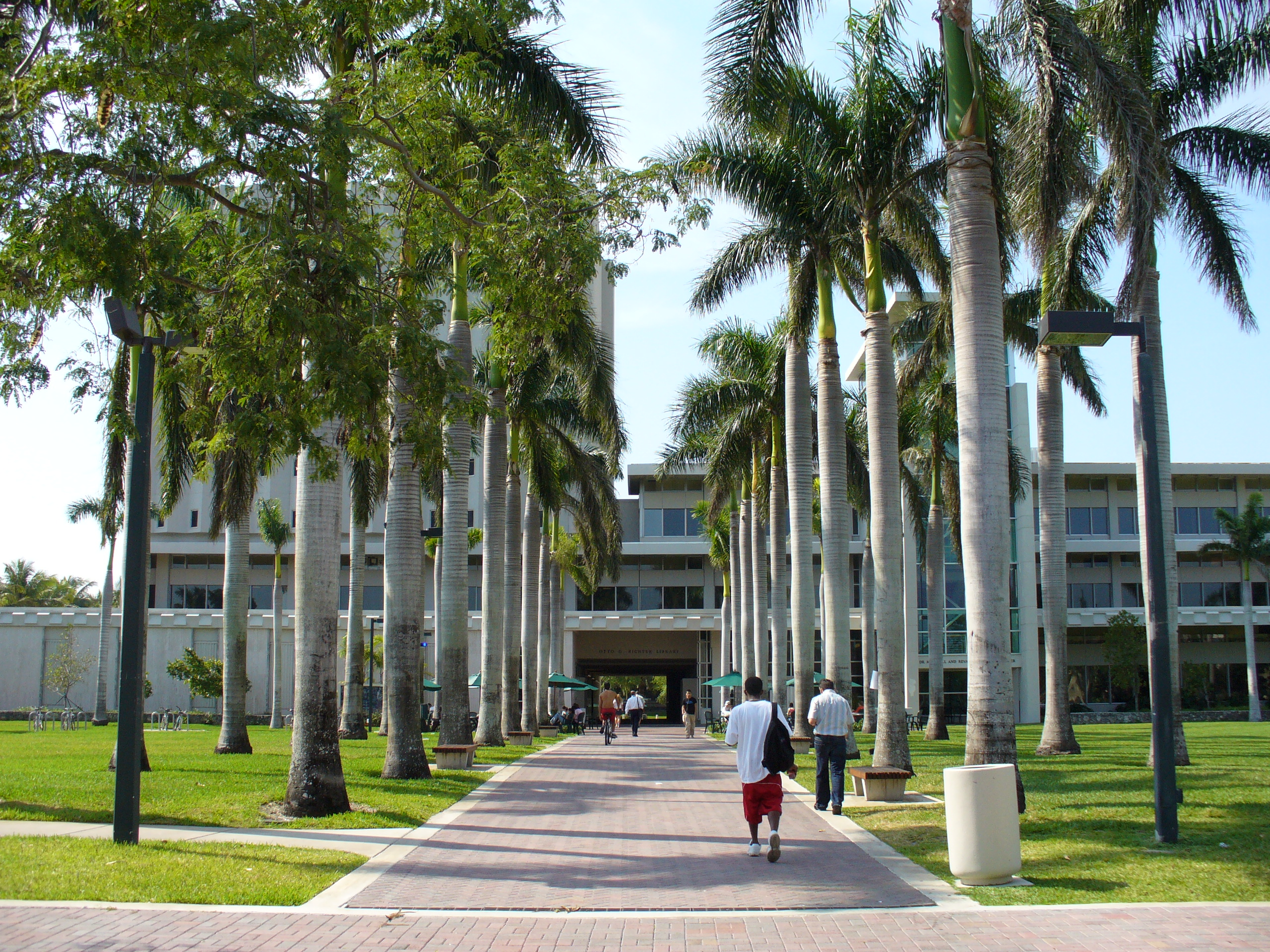
University of Miami

In Florida stellt jeder County gleichzeitig ein Schulbezirk dar, der von einem gewählten Gremium angeführt wird. Dem Gremium wiederum steht ein hauptamtlicher Aufseher vor, der die Tagesgeschäfte des Schulbezirks führt.
Einige Hochschulen und Universitäten der Region werden nachfolgend aufgeführt:
- Barry University (privat/katholisch)
- Broward College (staatlich)
- Carlos Albizu University (privat)
- Florida Atlantic University (staatlich)
- Florida International University (staatlich)
- Florida Memorial University (privat)
- Johnson & Wales University (privat)
- Le Cordon Bleu College of Culinary Arts Miami (privat)
- Lynn University (privat)
- Miami Dade College (staatlich)
- Northwood University (privat)
- Nova Southeastern University (privat)
- Palm Beach Atlantic University (privat/christlich)
- Palm Beach State College (staatlich)
- St. Thomas University (privat/katholisch)
- University of Miami (privat)

## Wirtschaft
Die Metropolregion erbrachte 2016 eine Wirtschaftsleistung von 328,5 Milliarden US-Dollar und belegte damit Platz 12 unter den Großräumen der USA.

## Verkehr

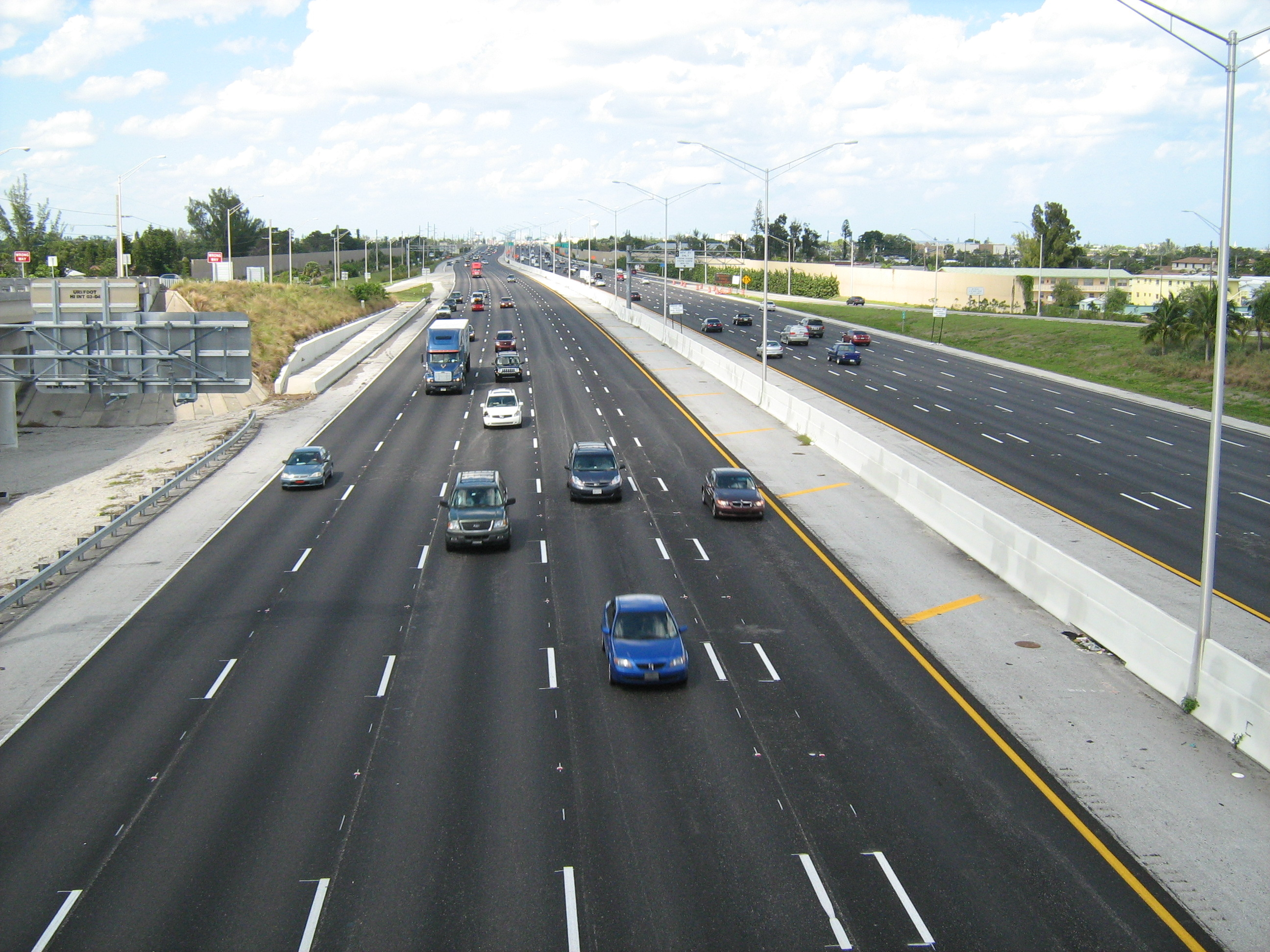
Interstate 95 bei Lantana, Blickrichtung Norden

### Straßen

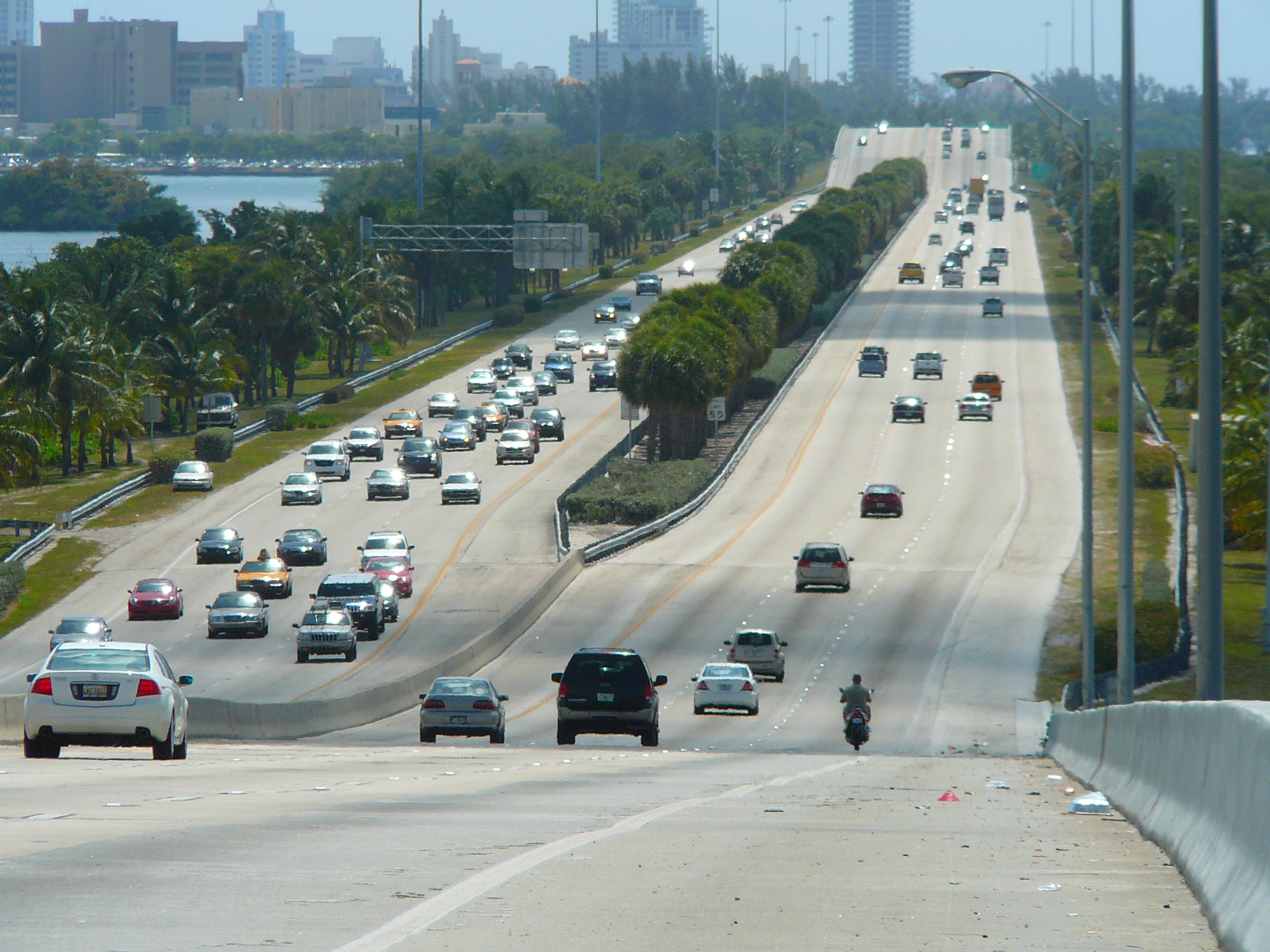
Interstate 195 zwischen Miami und Miami Beach

Die Region wird von fünf Interstate Highways durchkreuzt, die vom Florida Department of Transportation (FDOT) betrieben werden. Die wichtigste Interstate ist die I-95, die alle drei Countys von Nord nach Süd durchkreuzt. Beginnend in Maine, führt sie an der US-Ostküste entlang und endet in Miami, wo sie in die U.S. Route 1 übergeht. Die I-75 ist die Fortsetzung der SR 924 bei Miami Lakes und führt in mehreren Bögen über Weston zuerst durch die Everglades nach Westen bis Naples. Von hier aus führt sie weiter nach Norden über Tampa und Atlanta bis nach Sault Ste. Marie an der kanadischen Grenze. Die I-595 verbindet im Broward County die I-75 bei Weston im Westen mit der I-95 und den Flughafen Fort Lauderdale im Osten. Die I-195 und I-395 sind zwei Stadtautobahnen, die den Flughafen Miami im Westen mit Miami Beach im Osten verbinden und dabei jeweils die I-95 kreuzen.
Im Großraum Miami betreibt die private Florida's Turnpike Enterprise (FTE) zusammen mit der Miami-Dade Expressway Authority (MDX) einige teils mautpflichtige Schnellstraßen. Dies sind die Florida State Roads 112, 826, 836, 874, 878 und 924 sowie der Florida’s Turnpike, der bei Golden Glades beginnt und nach Norden durch elf Countys bis nach Orlando im Wesentlichen parallel zur I-95 verläuft, wobei sich beide Autobahnen auf ca. 30 km eine gemeinsame Trasse teilen.
Die SR 869 im Broward County beginnt an der I-75 bei Weston und führt zuerst nach Norden über Coral Springs und danach weiter nach Osten bis Deerfield Beach.
Darüber hinaus führen einige weitere bedeutende, jedoch nicht kreuzungsfrei ausgebaute U.S. Highways und State Roads durch die Region, darunter der U.S. Highway 1, der von Key West meist parallel zur I-95 bis nach Fort Kent an der kanadischen Grenze führt.

### Öffentlicher Verkehr

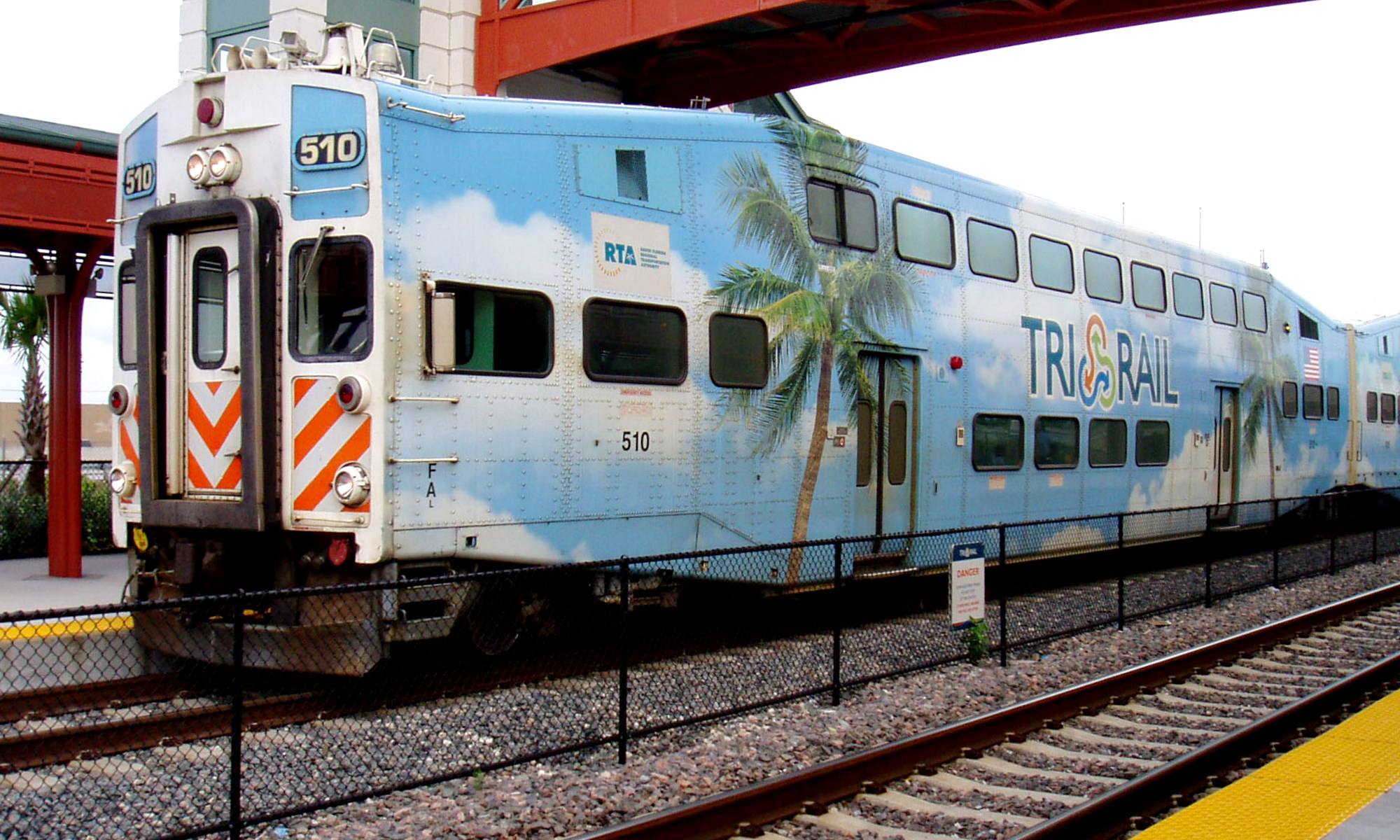
Zug der Tri-Rail

Im Schienenfernverkehr verbindet die Amtrak Miami mit mehreren Städten in der Region und darüber hinaus per Direktverbindung mit einer Vielzahl von Städten entlang der Ostküste bis nach New York City. Im Regionalverkehr bedient die Tri-Rail innerhalb der Metropolregion 18 Stationen entlang einer Strecke von der Airport Station bis nach Mangonia Park im Palm Beach County. Davon werden von der Amtrak die Bahnhöfe Hollywood, Fort Lauderdale, Deerfield Beach, Delray Beach und West Palm Beach bedient.
Im Jahr 2011 hätte der Bau einer Hochgeschwindigkeitstrasse von Tampa über Orlando nach Miami beginnen sollen. Die Strecke sollte nach dem Prinzip der Verkehrswegebündelung entlang des bestehenden Fernstraßennetzes mit einer vorgesehenen Geschwindigkeit von 270 bis 300 km/h befahren werden. Die Pläne wurden von Gouverneur Rick Scott im März 2011 jedoch auf Eis gelegt.
Miami besitzt die Vorortbahn Metrorail sowie die innerstädtische Hochbahn Metromover. Die Benutzung letztgenannter Bahn ist kostenlos. Beide Bahnen werden zusammen mit dem Bussystem Metrobus von der Miami-Dade Transit betrieben. Die Countys Broward und Palm Beach betreiben mit Broward County Transit und Palm Tran jeweils eigene Busgesellschaften.

### Flughäfen

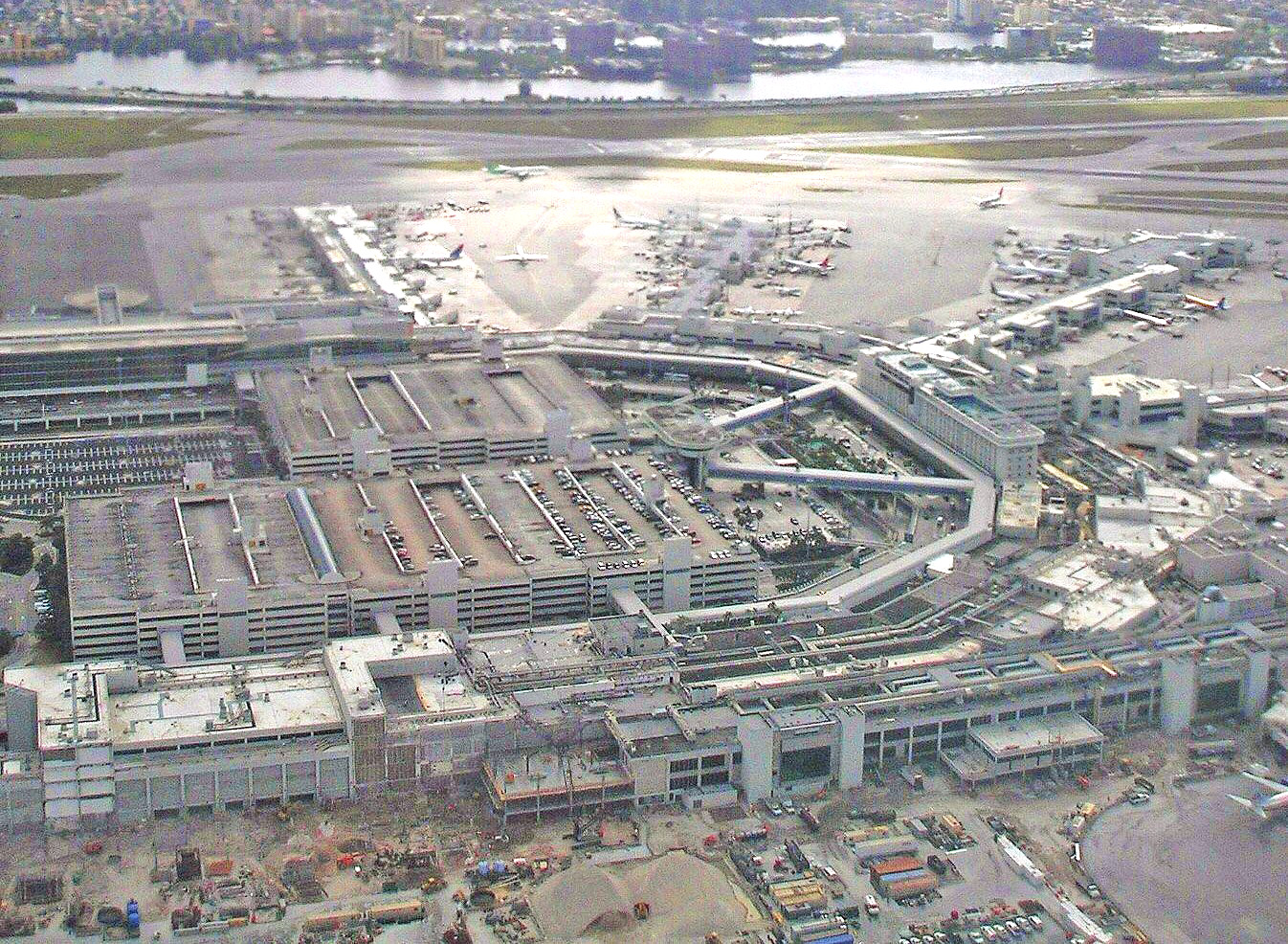
Flughafen Miami

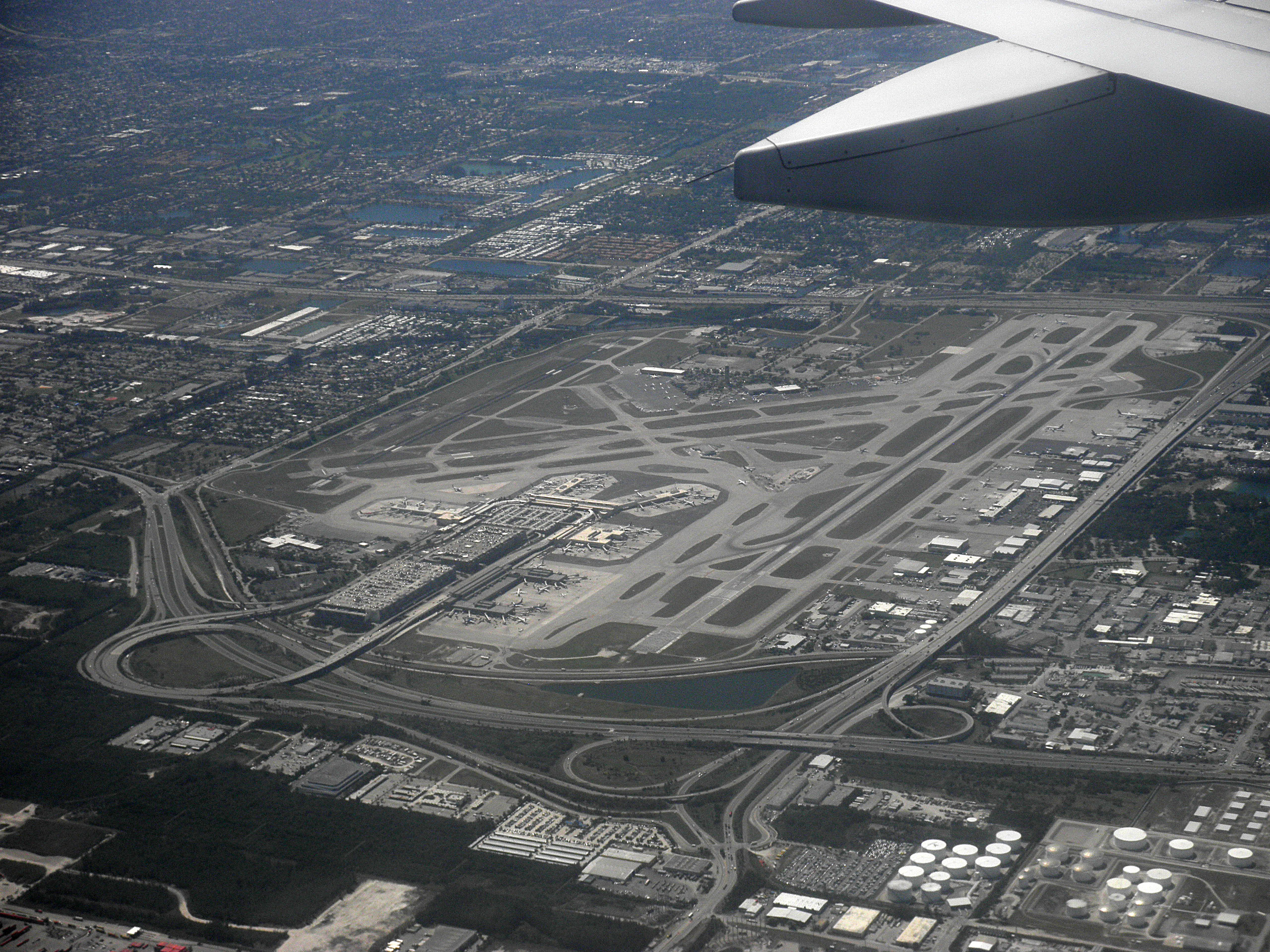
Flughafen Fort Lauderdale

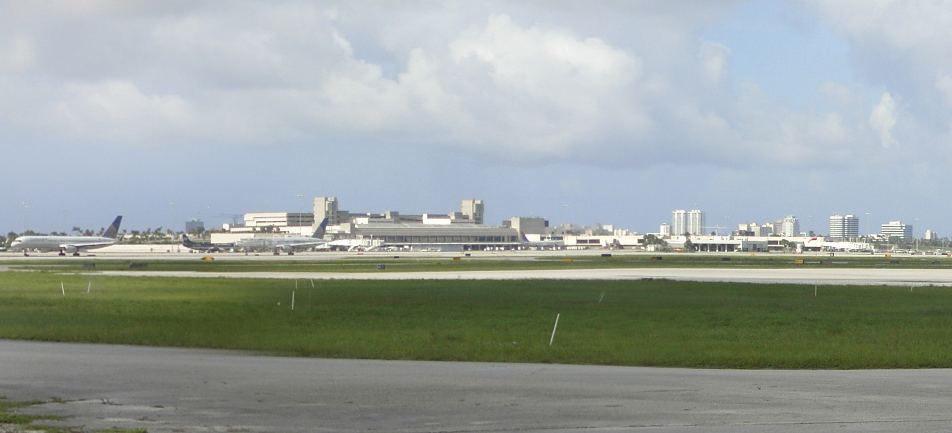
Flughafen Palm Beach

Die Region wird von drei internationalen Flughäfen bedient. Zusammen wickeln sie nach New York City, Los Angeles und Chicago das viertgrößte Verkehrsaufkommen der Vereinigten Staaten ab.
| Flughafen                                       | IATA-Flughafencode | ICAO-Code | County     |
| ----------------------------------------------- | ------------------ | --------- | ---------- |
| Miami International Airport                     | MIA                | KMIA      | Miami-Dade |
| Fort Lauderdale-Hollywood International Airport | FLL                | KFLL      | Broward    |
| Palm Beach International Airport                | PBI                | KPBI      | Palm Beach |

Die folgenden kleineren Flughäfen werden überwiegend für Inlands- und Privatflüge genutzt.
| Flughafen                                        | IATA-Code | ICAO-Code | County     |
| ------------------------------------------------ | --------- | --------- | ---------- |
| Dade-Collier Training and Transition Airport     | TNT       | KTNT      | Miami-Dade |
| Homestead General Aviation Airport               |           |           | Miami-Dade |
| Homestead Joint Air Reserve Base                 | HST       | KHST      | Miami-Dade |
| Kendall-Tamiami Executive Airport                | TMB       | KTMB      | Miami-Dade |
| Opa-locka Executive Airport                      | OPF       | KOPF      | Miami-Dade |
| Fort Lauderdale Executive Airport                | FXE       | KFXE      | Broward    |
| North Perry Airport                              | HWO       | KHWO      | Broward    |
| Pompano Beach Airpark                            | PPM       | KPMP      | Broward    |
| Boca Raton Airport                               | BCT       | KBCT      | Palm Beach |
| North Palm Beach County General Aviation Airport |           |           | Palm Beach |
| Palm Beach County Park Airport                   | LNA       | KLNA      | Palm Beach |

### Seehäfen

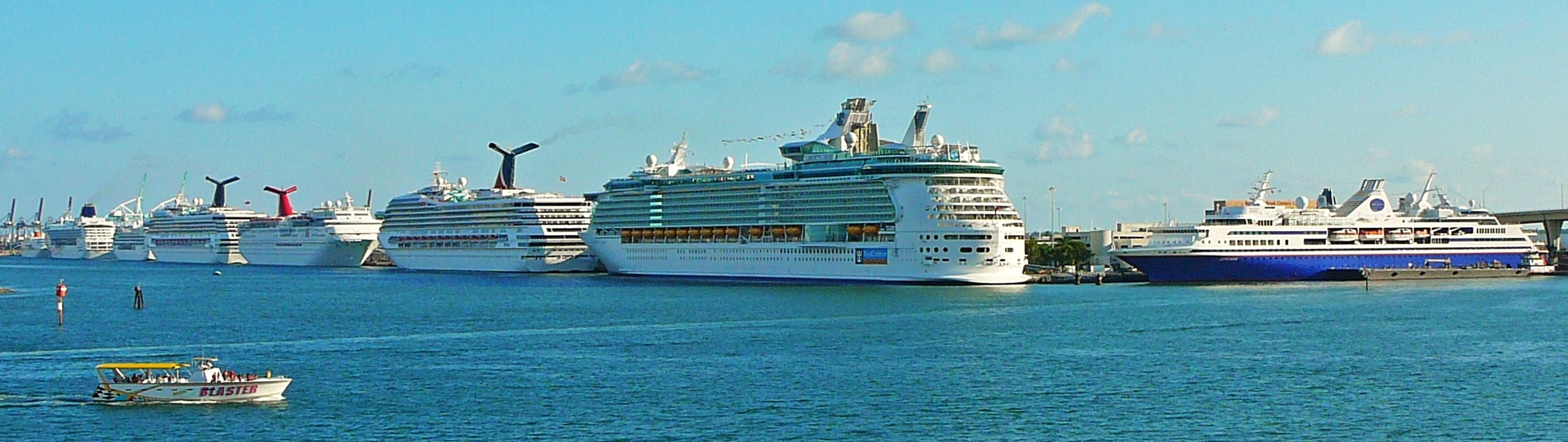
Hafen Miami

Die Region besitzt vier Seehäfen, wovon der Hafen Miami der größte Floridas ist. Zudem ist er der neuntgrößte Containerhafen der Vereinigten Staaten sowie der größte Hafen für Kreuzfahrtschiffe weltweit. Die anderen drei Häfen sind der Hafen Everglades, der Hafen Palm Beach und der Hafen Miami River. Am 21. August 2012 wurde eine Vertiefung des Hafens von Miami beschlossen, womit auf den für 2015 vorgesehenen Ausbau des Panama-Kanals reagiert wurde. Er wird dann südlich von Norfolk in Virginia der einzige Seehafen mit einer Wassertiefe von über 50 Fuß sein. Der Ausbau wird über 30.000 direkte und indirekte Arbeitsplätze entstehen und die Umschlagzahlen des Hafens bis ins nächste Jahrzehnt hinein verdoppeln lassen.

## Sport

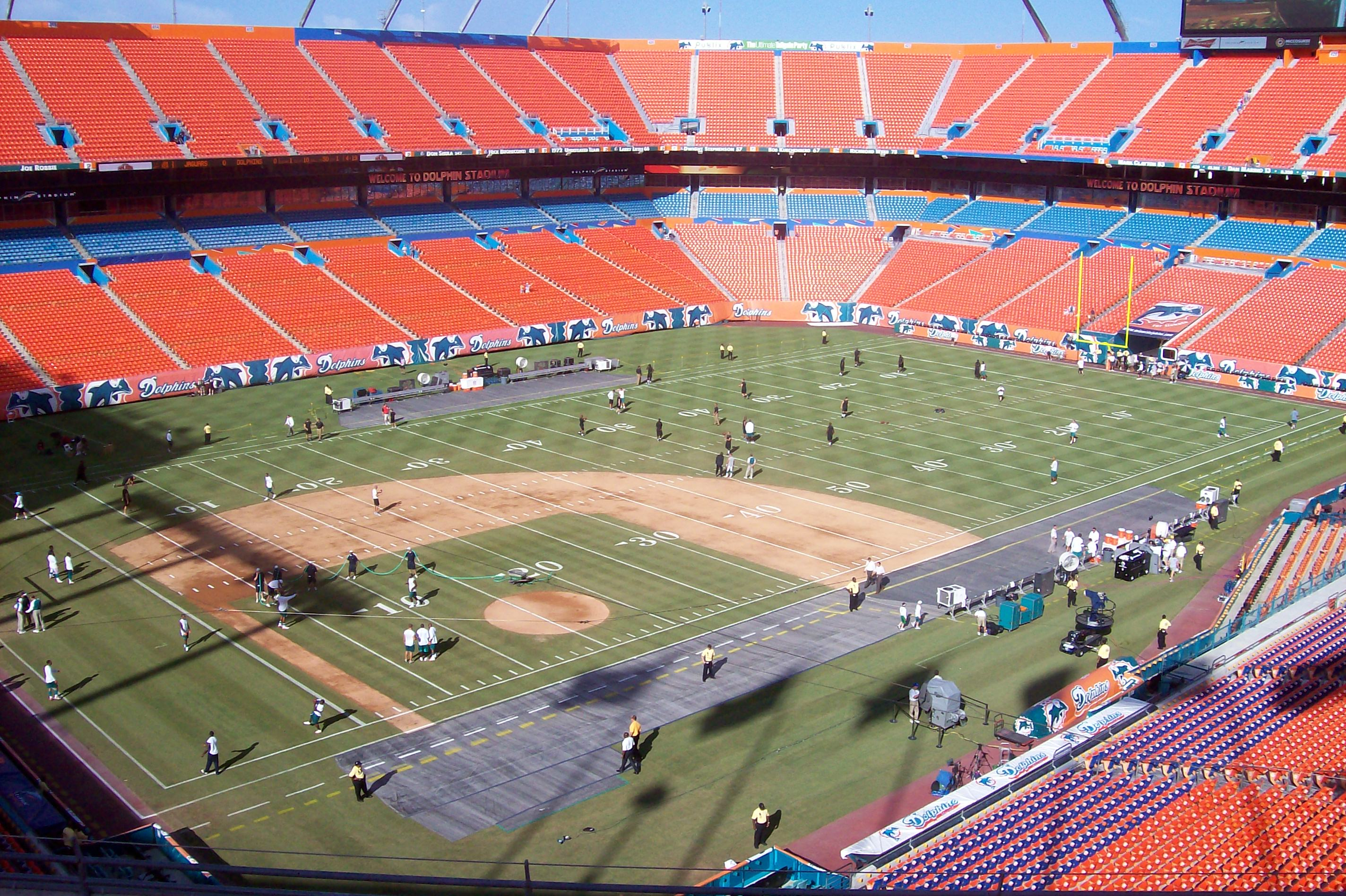
Sun Life Stadium

- Die Miami Dolphins spielen in der National Football League und tragen ihre Heimspiele im Sun Life Stadium in Miami Gardens aus.
- Die Miami Heat spielen in der National Basketball Association und tragen ihre Heimspiele in der American Airlines Arena in Downtown Miami aus.
- Die Miami Marlins spielen in der Major League Baseball und tragen ihre Heimspiele im Marlins Park in Little Havana aus.
- Die Florida Panthers spielen in der National Hockey League und tragen ihre Heimspiele im BankAtlantic Center in Sunrise aus.
- Der Club Internacional de Fútbol Miami (kurz: "Inter Miami CF"), ist ein Franchise der Profifußball-Liga Major League Soccer, welches seine Spiele im Lockhart Stadium ausrichtet.
- Die Fort Lauderdale Strikers spielten in der North American Soccer League und trugen ihre Heimspiele im Lockhart Stadium in Fort Lauderdale aus.
- Die Miami Marlins und St. Louis Cardinals führen ihr Spring Training in Jupiter im Roger Dean Stadium durch.
- Die Baltimore Orioles führen ihr Spring Training in Fort Lauderdale im Fort Lauderdale Stadium durch.
- Die Region ist auch die Heimat der Sportteams der Barry University, Florida Atlantic University, Florida International University (FIU Stadium, U.S. Century Bank Arena und FIU Baseball Stadium), Nova Southeastern University und University of Miami (Sun Life Stadium, BankUnited Center und Mark Light Field).
- Der Homestead-Miami Speedway ist der Austragungsort von Veranstaltungen der NASCAR- und IndyCar-Serien. Der Palm Beach International Raceway ist eine kleinere Rennstrecke.